# Prik (scheepsbaken)

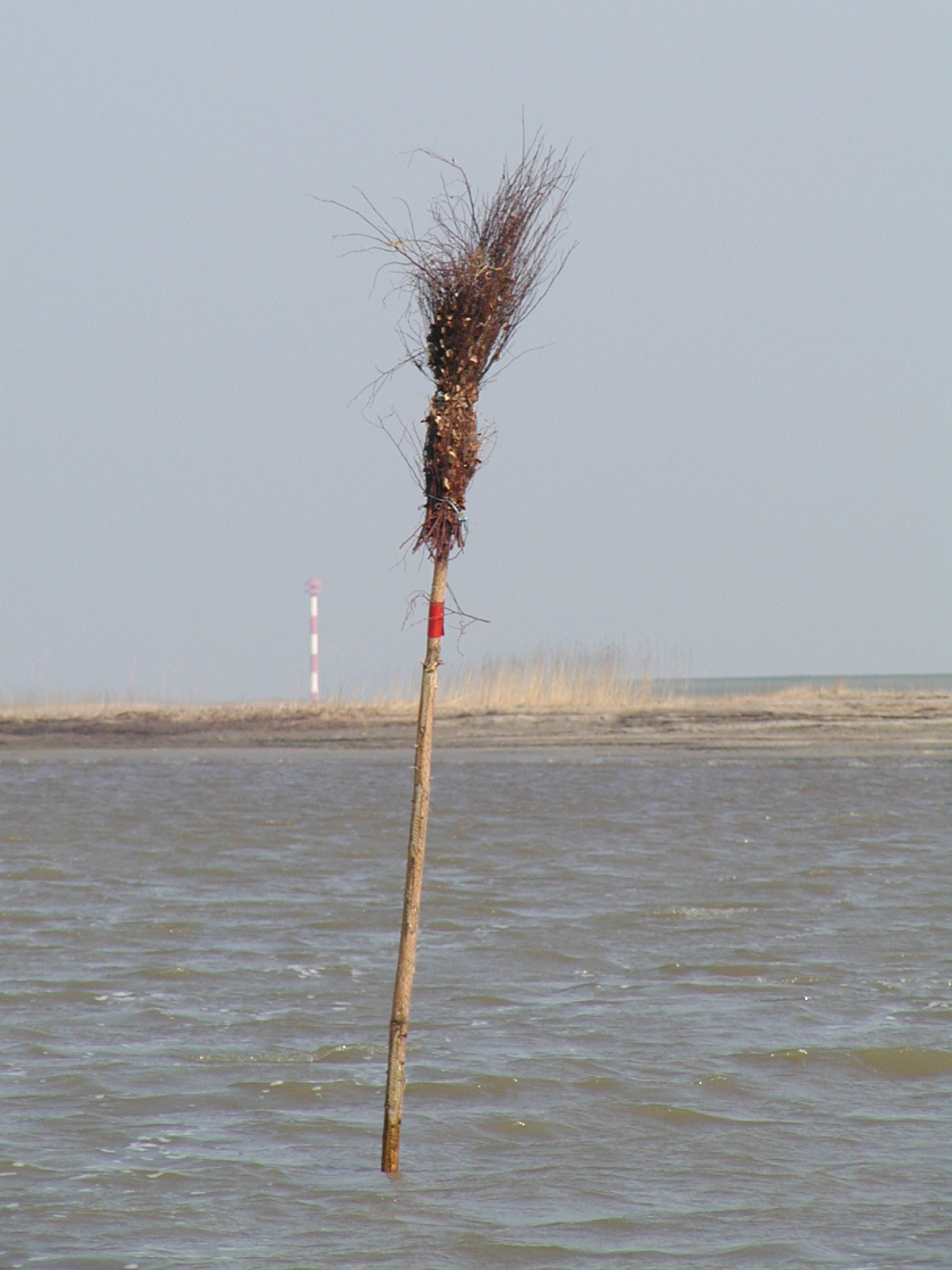
Een bakboord-prikke aan de Ostemonding

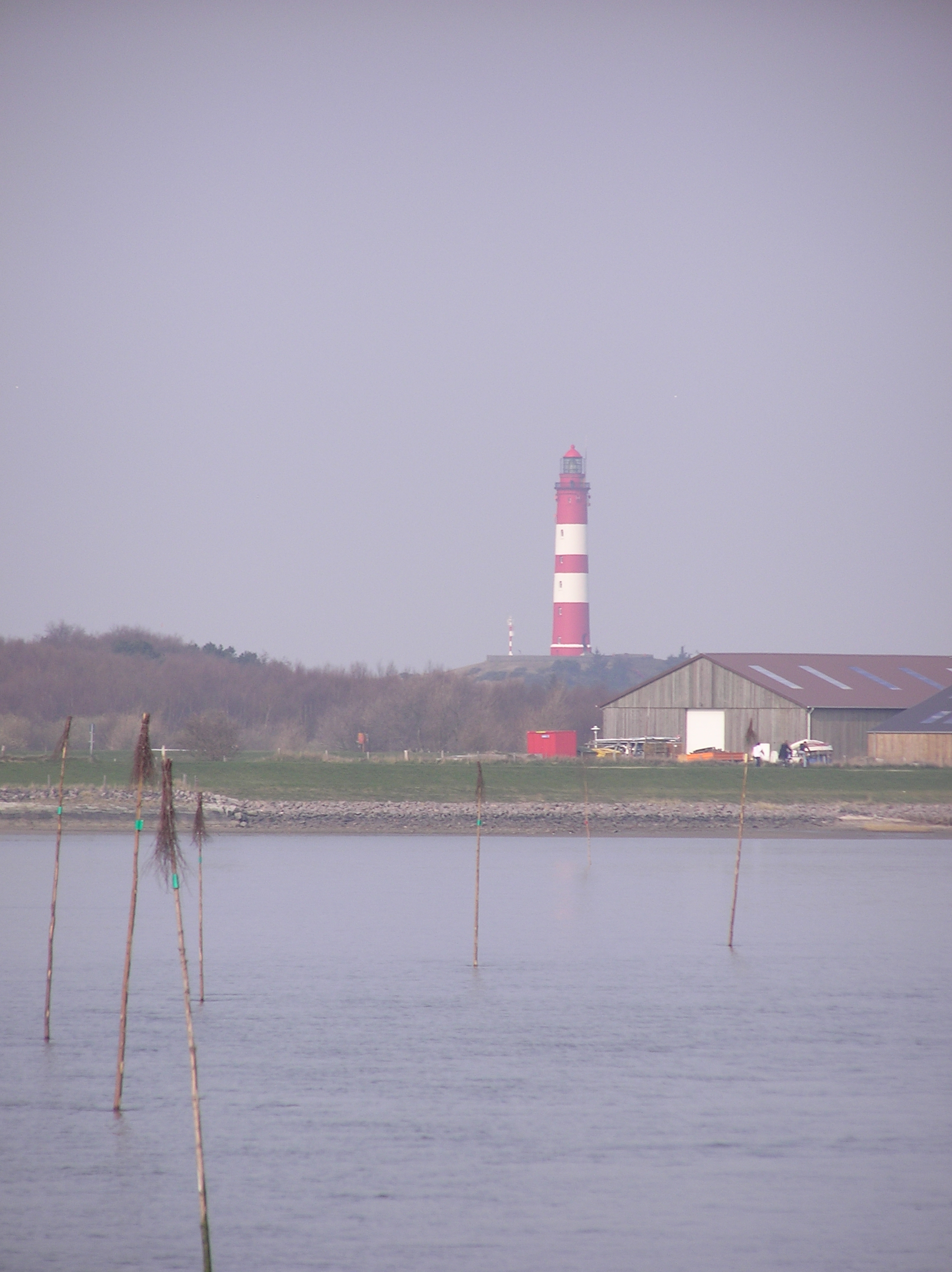
Stuurboordprikken tussen Witdün en Steenodde (Amrum)

Prikken (Duits: Pricke of Prigge), staken, struikbakens of steekbakens zijn boompjes of takkenbossen die gebruikt worden op het wad voor het markeren van kleinere geulen (prielen) en plekken van wantij als kleine bakens (betonning) voor de scheepvaart. Langs de rand van kleine geulen die gebruikt worden voor het aanlanden op bijvoorbeeld Rottumeroog en Rottumerplaat worden boompjes geplaatst, zoals van de es of de berk, zodat duidelijk is waar de vaargeul zich bevindt. Ook takkenbossen werden voor dit doel gebruikt. Bij deze twee eilanden worden essen van het Hogeland gebruikt van ongeveer drie tot zeven meter lang. Ook bij Schiermonnikoog zijn prikken geplaatst.
Ze worden geplaatst voor vaartuigen zodat zij ook bij lagere waterstand door de geulen van het wad kunnen varen. In de vaargeul staat er dan een meter water, maar daarbuiten slechts enkele centimeters, waardoor een vaartuig vastloopt wanneer de geul niet gevolgd wordt. Prikken worden meestal slechts aan een zijde van de vaarweg geplaatst. Ze kunnen ook voorzien zijn van groene of rode linten zodat aan de prikken te zien is aan welke zijde de vaarweg gelegen is. Ook de vorm van de bovenzijde van de prikken kan afhankelijk zijn van de zijde van de vaargeul. Het eventuele kleurgebruik en de eventuele vorm is dan conform de laterale markering van het IALA Maritiem Betonningsstelsel, hetgeen (in Europa) betekent:
- Van zee komende hebben de linten aan stuurboord een groene kleur en de bovenkant zijn de twijgen in spitse vorm samengebonden en aan de onderzijde naar buiten gebogen (spar).
- Van zee komende hebben de linten aan bakboord een rode kleur en de bovenkant stomp uit elkaar (bezem)
- Doorlopende geulen onder de eilanden door worden in het algemeen van west naar oost gemarkeerd met open prikken aan de Noordzee/eilandzijde en samengebonden prikken aan de vaste-wal-zijde.

Door storm en drijfijs kunnen de prikken verdwijnen, maar ook door veranderende geulen kunnen de prikken verzwolgen worden door de zee. Jaarlijks moeten de prikken nagekeken worden en waar van toepassing worden herplaatst of verplaatst.
Voor 2003 werd het plaatsen van prikken in Nederland door Rijkswaterstaat uitgevoerd bij de prielen van Rottumeroog en Rottumerplaat, maar na 2003 is deze taak overgenomen door het ms. Harder van het Ministerie van Landbouw, Natuur en Voedselkwaliteit in samenwerking met Staatsbosbeheer. In het verleden werd het plaatsen van prikken gedaan door gebruik te maken van een grondboor, maar dit was een tijdrovend en zwaar werk. Tegenwoordig worden een pomp en een spuitlans gebruikt en kunnen prikken met behulp van waterdruk snel en eenvoudig worden gezet. De techniek met de grondboor kost voor hetzelfde stuk twee tot drie keer zoveel tijd.
Op veel andere plaatsen op de Nederlandse Waddenzee zijn de prikken vervangen door rode en groene tonnen gemaakt van kunststof.

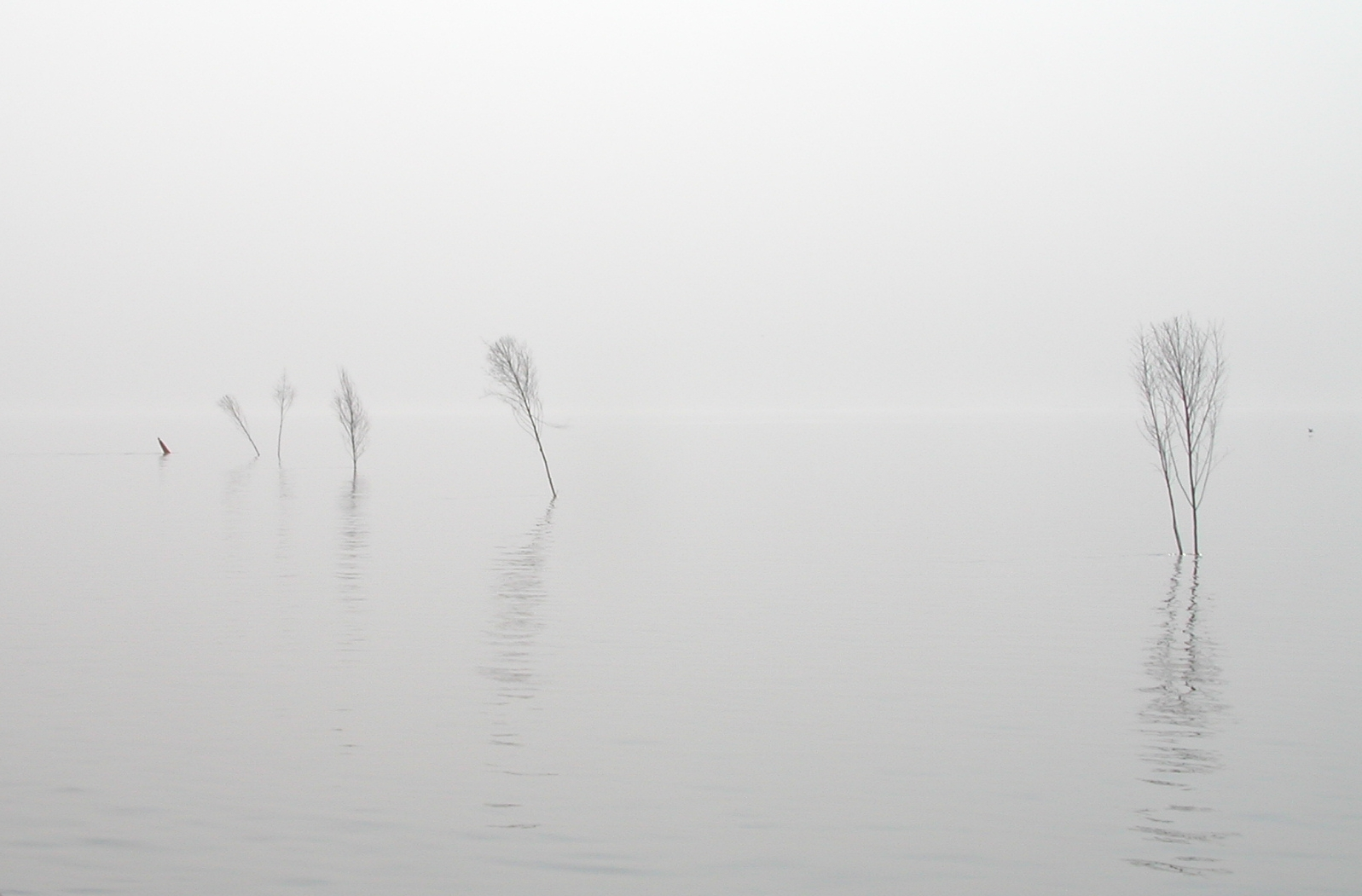
Bakboord-prikken bij Amrum.
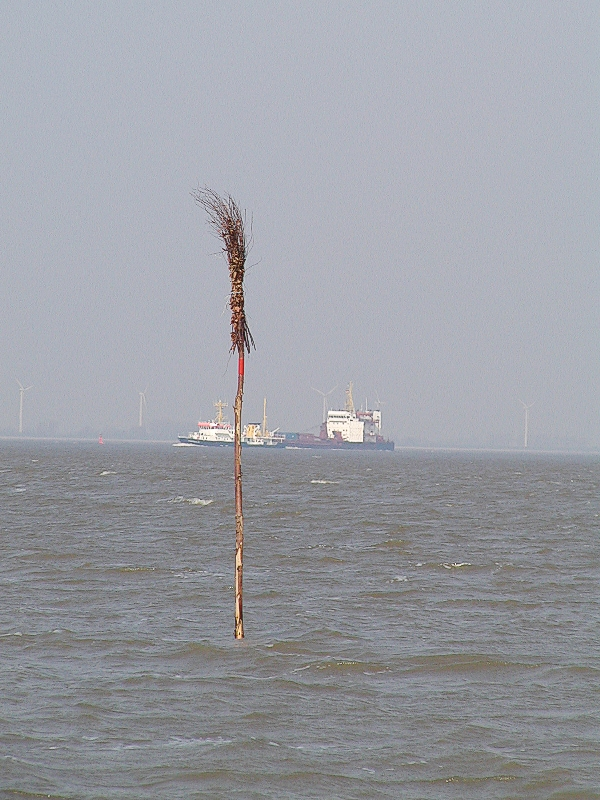
Een prigge in de monding van de rivier de Oste.